# Herdepipare
Herdepipare (Anarhynchus pecuarius), även kallad kittlitzstrandpipare, är en afrikansk vadarfågel i familjen pipare. Den är en fåtalig gäst i Europa, med fynd i Medelhavsområdet men även så långt norrut som Norge. Beståndet anses vara livskraftigt.

## Utseende och läten
Herdepipare är en liten strandpipare (14-16 centimeter) med en mycket karakteristisk huvudteckning i sommardräkt: vit panna, nacke och strupe, gråbrun hjässa samt svart tygel och ett svart diadem. Undersidan är orangetonad, medan ovansidan i alla dräkter är ovanligt kontrastrik. I vinterdräkt är den svårare att skilja från svartbent strandpipare, men har längre ben än denne som sticker ut bakom stjärten i flykten. Vidare är den tydligt beigetonad på nackkrage, ögonbryn och bröst. Arten är tystlåten, men kan låta höra torra "drrr" och korta "tjick".

## Utbredning och systematik
Herdepipare förekommer i Afrika söder om Sahara, i nordöstra Egypten och på Madagaskar. Fågeln har även observerats i Europa i Spanien, Frankrike, Norge, Cypern och Grekland. Den behandlas som monotypisk, det vill säga att den inte delas in i några underarter.

### Släktestillgörighet
Herdepipare placeras traditionellt, liksom de flesta pipare, i det stora släktet Charadrius. Flera genetiska studier har dock visat att arterna i släktet inte är varandras närmaste släktingar. Istället är en stor grupp strandpipare, däribland herdepipare, närmare släkt med vipor i Vanellus och andra udda pipare som australiska inlandspiparen (Peltohyas australis) och arten snednäbb i Nya Zeeland (Anarhynchus frontalis) än med typarten för släktet större strandpipare.  Tongivande Clements m.fl. implementerade 2023 dessa resultat i sin systematik, vilket medfört att denna grupp lyfts ur Charadrius och istället förenats med snednäbben i släktet Anarhynchus. 

## Levnadssätt
Fågeln uppträder på dyiga bankar, flacka kuster, vid dammar och liknande. Boet placeras direkt på marken och består av en uppskrapad grund grop. Den lägger vanligtvis två ägg som ruvas av båda föräldrarna i 22-28 dagar. Båda föräldrarna tar hand om ungarna som blir flygga efter cirka 25 dagar. Vid goda förutsättningar lägger den två kullar per häckningssäsong.

## Status och hot
Arten har ett stort utbredningsområde och en stor population, med okänd utveckling . Utifrån dessa kriterier kategoriserar IUCN arten som livskraftig (LC). I Egypten beskrivs den som lokalt allmän.

## Namn
Fågeln kallas även kittlitzstrandpipare, hedrande Friedrich Heinrich von Kittlitz (1799-1874), friherre och kapten i preussiska armén, tillika upptäcktsresande, konstnär och ornitolog. Den tilldelades dock 2024 ett mer informativt namn av BirdLife Sveriges taxonomikommitté.

## Bilder

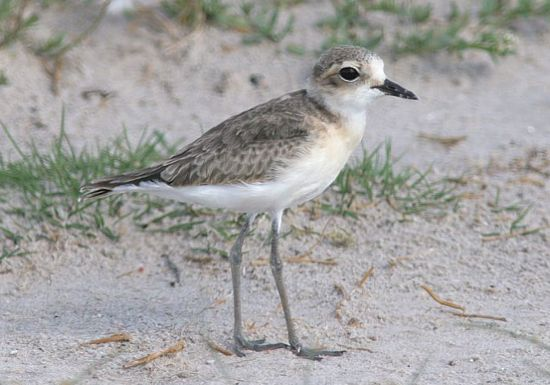
Juvenil
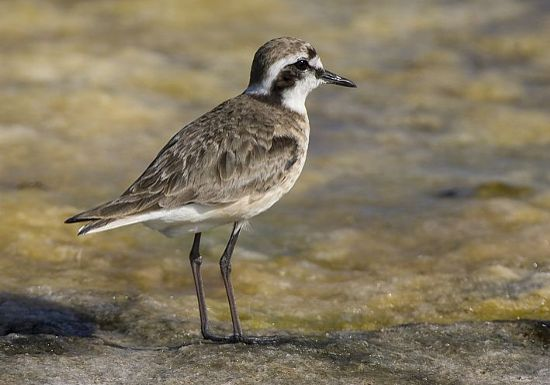
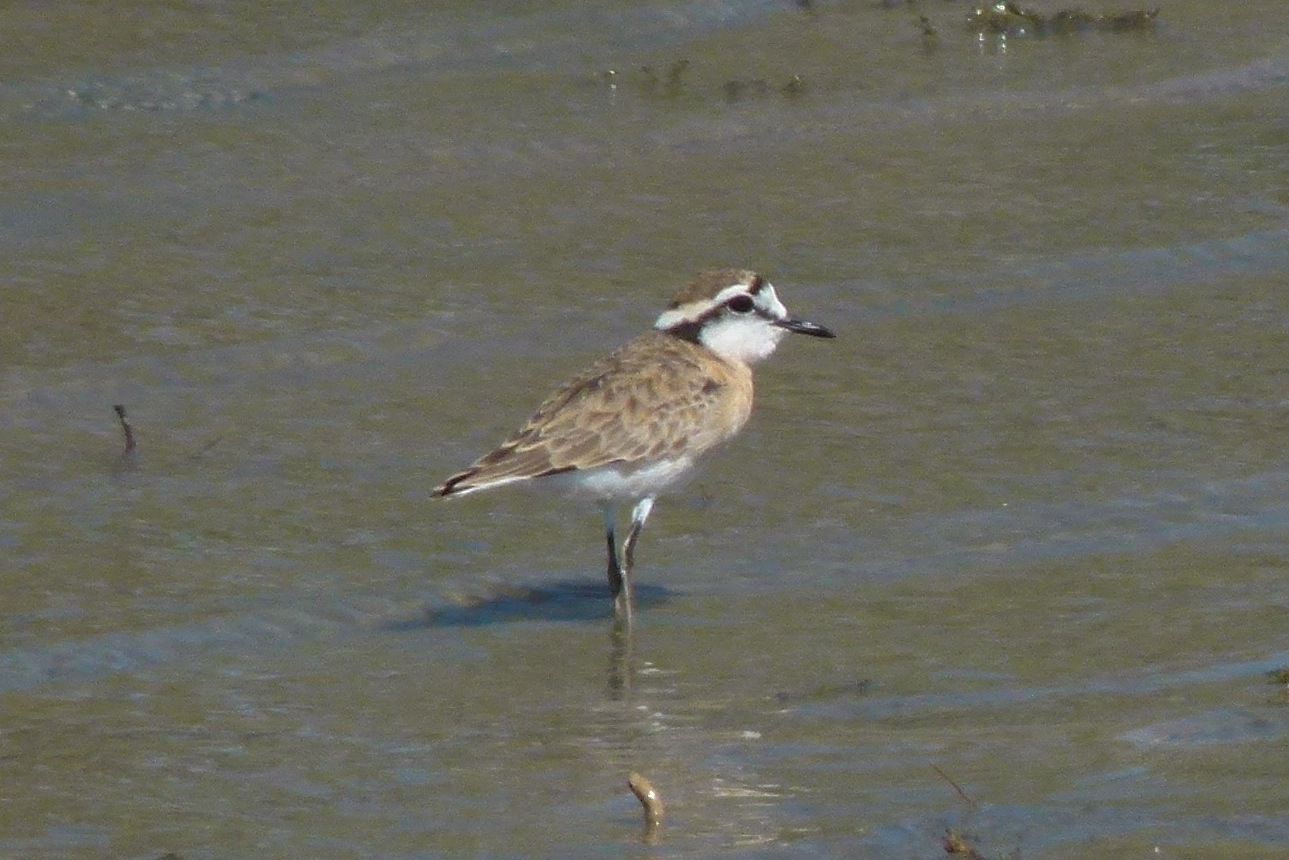